# Dicrurus ludwigii
El drongo de Ludwig (Dicrurus ludwigii) es una especie de ave paseriforme de la familia Dicruridae propia del África subsahariana. Su nombre conmemora a Carl Ferdinand Heinrich von Ludwig.

## Descripción

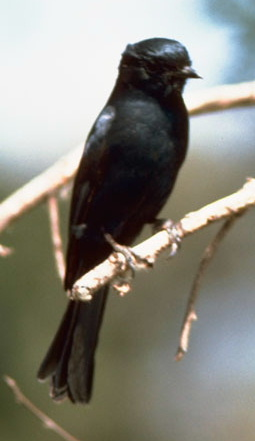
Fotografía del United States Fish and Wildlife Service.

Son aves pequeñas, miden unos 19 cm de largo. Son agresivas y no se atemorizan con facilidad, atacan a especies mucho más grandes si su nido o pichones se ven amenazados.  El macho posee un plumaje negro lustroso, aunque las alas son algo menos brillantes. Sus patas son cortas y se posa muy erguido. Su pico es negro y pesado y el ojo es rojo. Su puesta consiste en 2 a 3 huevos los cuales pone en un nido en forma de cuenco en una ramificación en un árbol. Su dieta se compone principalmente de insectos a los que captura en vuelo o en el suelo. La hembra es similar aunque menos brillante.

## Distribución y hábitat
El drongo de Ludwig es sedentario y habita en gran parte de África subsahariana. Por lo general habitan en bosques o arbustos densos.

## Subespecies
Se reconocen las 5 siguientes:
- D. l. sharpei Oustalet, 1879 - Senegal hasta el oeste de Kenia, norte de DRCongo y norte de Angola
- D. l. muenzneri Reichenow, 1915 - sur de Somalia y sudeste de Kenia hasta el sur de Tanzania
- D. l. saturnus Clancey, 1976 - centro de Angola, sudeste de DRCongo y norte de Zambia
- D. l. tephrogaster Clancey, 1975 - sur de Malaui, este de Zimbabue y Mozambique
- D. l. ludwigii (Smith, A, 1834) - Suazilandia, sur de Mozambique y este de Sudáfrica